# Ernesto Martens
Ernesto Martens Rebolledo (Tlilapan, Veracruz, 28 de enero de 1933-Monterrey, Nuevo León, 13 de enero de 2024) fue un ingeniero químico y empresario mexicano, que ocupó destacados cargos empresariales y fue secretario de Energía en el gobierno de Vicente Fox.

## Biografía
Martens obtuvo el título de Ingeniero Químico en el Instituto Tecnológico y de Estudios Superiores de Monterrey, completando su formación académica con estudios de posgrado en el Instituto Tecnológico de Karlsruhe (Alemania) y en la Universidad de Harvard.
Ocupó el dirección de varias empresas mexicanas destacadas, la primera Unión Carbide, luego Grupo Vitro y Cintra controladora de las aerolíneas Aeroméxico y Mexicana de Aviación a las que logró convertir en empresas rentables y salvarlas de la quiebra.
El 1 de diciembre de 2000 fue nombrado secretario de Energía por el presidente Fox, cargo en el que permaneció hasta el 1 de septiembre de 2003.